# Velo

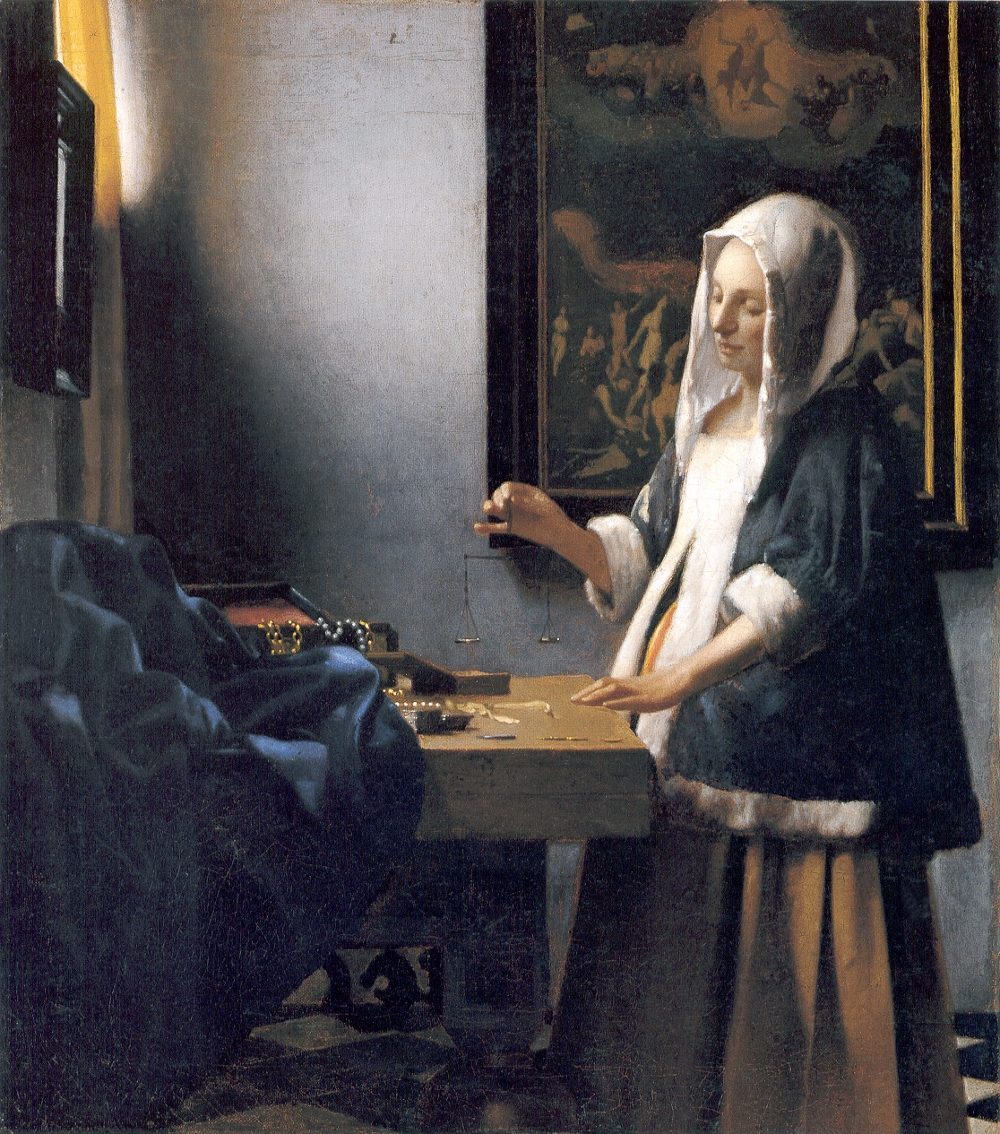
La tasadora de perlas de Johannes Vermeer (1665)

El velo es una toca o especie de mantilla que pueden utilizar las mujeres para cubrirse la cabeza y parte o la totalidad del rostro. En especial, se llama así al que se ponen de color negro las monjas o religiosas al tiempo de hacer su profesión siendo el que traen las novicias blanco para distinguirlas. En occidente también ha existido la costumbre de emplearlo (de color negro) durante los funerales.
El velo de novia es el complemento de tul u organza blanco que luce la futura desposada durante las ceremonias religiosas de boda. La tradición dicta que el velo debe cubrir la cara de la novia hasta que se ha realizado la unión. En este momento, el novio lo levanta y besa a la novia.

## Historia
El primer caso de velo para las mujeres se registra en un texto legal asirio del siglo XIII a. C. que restringió su uso a las mujeres nobles  y prohibió a prostitutas y a mujeres comunes del campo adoptarlo. Los textos griegos también han hablado del velo y del aislamiento de las mujeres que eran practicados entre la élite persa. Las estatuas de Persépolis representa a mujeres cubiertas por el velo y descubiertas en lo que parece ser considerado una cualidad de un estatus superior.
Durante muchos siglos, desde en torno a 1175, las mujeres nobles anglosajonas y luego las Anglo-Normandas, a excepción de las muchachas jóvenes solteras, usaron velos que cubrían enteramente su pelo, y a menudo sus cuellos hasta la barbilla. Solamente en el período Tudor (1485), cuando los tocados llegaron a ser cada vez más populares, los velos de este tipo llegaron a ser menos comunes.
Por siglos, las mujeres occidentales han usado velos finos, pero solamente bajo ciertas circunstancias. A veces, un velo de este tipo se ponía encima y se fijaba al gorro, cofia o sombrero de una mujer durante el luto, especialmente en el entierro y durante el período subsecuente de alto luto. También habrían sido utilizados, como alternativa a una máscara, como método simple de ocultar la identidad de una mujer que viajaba al encuentro de un amante o haciendo cualquier cosa que ella no quisiera que la gente de alrededor descubriera. 
Más pragmáticamente, los velos también fueron usados a veces para proteger la tez contra el daño del sol y del viento (cuando la piel sin curtir estaba de moda), o para resguardar la cara de una dama del polvo.

## Velo religioso

### Cristianismo
Hasta el siglo XX la mujer solía cubrirse la cabeza con un velo fino al entrar a una iglesia. Esta tradición sigue en vigor en las iglesias ortodoxas y también en algunas iglesias protestantes o evangélicas de carácter conservador y en la misma Iglesia Católica.

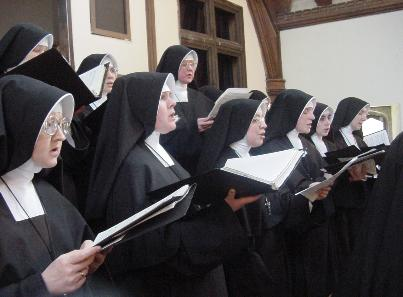
Monjas profesas con velos negros.

Tradicionalmente, en el cristianismo, a las mujeres se les ordenaba cubrirse la cabeza en la iglesia, tal como era (y sigue siendo) costumbre de que los hombres se quiten el sombrero como señal de respeto. Esta práctica se basa en 1 Corintios 11: 4-16, donde San Pablo escribe:
«Todo hombre que ora o profetiza con la cabeza cubierta deshonra al que es su cabeza. En cambio, toda mujer que ora o profetiza con la cabeza descubierta deshonra al que es su cabeza; es como si estuviera rasurada. Si la mujer no se cubre la cabeza, que se corte también el cabello; pero, si es vergonzoso para la mujer tener el pelo corto o la cabeza rasurada, que se la cubra. El hombre no debe cubrirse la cabeza, ya que él es imagen y gloria de Dios, mientras que la mujer es gloria del hombre. De hecho, el hombre no procede de la mujer, sino la mujer del hombre; ni tampoco fue creado el hombre a causa de la mujer, sino la mujer a causa del hombre. Por esta razón, y a causa de los ángeles, la mujer tiene autoridad sobre su cabeza. Sin embargo, en el Señor, ni la mujer existe aparte del hombre ni el hombre aparte de la mujer. Porque así como la mujer procede del hombre, también el hombre nace de la mujer; pero todo proviene de Dios. Juzguen ustedes mismos: ¿Es apropiado que la mujer ore a Dios sin cubrirse la cabeza? ¿No les enseña el mismo orden natural de las cosas que es una vergüenza para el hombre dejarse crecer el cabello, 15 mientras que es una gloria para la mujer llevar cabello largo? Es que a ella se le ha dado su cabellera como velo. Si alguien insiste en discutir este asunto, tenga en cuenta que nosotros no tenemos otra costumbre, ni tampoco las iglesias de Dios.» (Nueva Versión Internacional)